# Robber Chanties
Der Robber Chanties Football Club ist ein 1972 gegründeter Fußballverein aus Khorixas in Namibia. Er spielt derzeit (Stand September 2024) in der drittklassigen Namibia Second Division der Region Kunene. Der Aufstieg in die Namibia First Division wurde in der Saison 2023/24 nur knapp verpasst.

## Geschichte
Robber Chanties spielte vor der staatlichen Unabhängigkeit Namibias in der Namibia National Soccer League und wurde in der Saison 1988 zehnter, ein Jahr später fünfter. Von 1991 bis 1996 spielte die Mannschaft in der ebenfalls erstklassigen Namibia Premier League. Danach wurde es ruhig um den Verein, ehe dieser ab der Saison 2009/10 für drei Jahre in der zweitklassigen Namibia First Division spielte und in der Saison 2011/12 als Tabellenletzter der Nordenliga abstieg.
2009 erreichte Robber Chanties das Achtelfinale des namibischen Pokalwettbewerbs.